# Contenda de Arronches
A Referta ou Contenda de Arronches é um território raiano situado na margem esquerda da ribeira de Abrilongo, junto à barragem de Abrilongo e historicamente partilhado entre Alburquerque, Arronches e Ouguela.
Foi dividido entre Portugal e Espanha pelo Tratado de Lisboa de 1864, tendo o terço sul ficado incorporado no concelho português de Campo Maior e os dois terços norte no município espanhol de Alburquerque.